# اذان مؤذن‌زاده اردبیلی
اذان مؤذن‌زادهٔ اردبیلی، شناخته‌شده‌ترین اذانی است که توسط رحیم مؤذن‌زادهٔ اردبیلی اجرا و ضبط شده‌است. این اثر در سال ۱۳۸۷، با شماره ۷ در فهرست میراث معنوی ایران ثبت ملی شد. این اثر همچنین در سال ۱۳۹۱ در فهرست ملی حافظه جهانی یونسکو به ثبت رسید.

## شکل‌گیری
رحیم مؤذن‌زادهٔ اردبیلی این اذان را نخستین بار در سال ۱۳۳۴، در سن ۳۰ سالگی در رادیو اجرا و ضبط کرد. پس از آن بنا به خواست مسئولان رادیو، هر سال برای ضبط به رادیو می‌رفت و اذانش را بازخوانی می‌کرد. اذانی که بیشتر از صدا و سیما پخش شده، اذانی است که در سال ۱۳۵۶ ضبط شده‌است. رحیم مؤذن‌زادهٔ اردبیلی در مورد رمز ماندگاری این اذان گفته‌است: «برای اینکه این اذان را با دهان روزه پر کردم تا قربه الی‌الله باشد. این یک کار مادی نبود، بلکه معنوی بود.»

## ویژگی
این اثر در گوشهٔ روح‌الارواحِ آواز بیات ترک، از دستگاه شور خوانده شده‌است. رحیم مؤذن‌زادهٔ اردبیلی در این مورد گفته‌است:
«یک روزی تصمیم گرفتم تا یک اذان یادگاری بگویم. در استودیوی ۶ صدا و سیما، هر گوشه‌ای انداختم، نشد تا اینکه آن را در روح‌الارواح آواز بیات ترک به این شکل که بیش از ۵۰ سال پخش می‌شود، گفتم. ما ایرانی هستیم و اذان ما باید برخاسته از خودمان باشد. الان اذان‌خوان‌هایی هستند که از عربستان تقلید می‌کنند و این پسندیده نیست و خود ما باید ابتکار به خرج دهیم. الان ۵۰ سال است که کسی نتوانسته روی این اذان من اذان بگوید؛ حتی برادرم سلیم که آن صدای گیرا و زیبا را دارد و این خواست خداست؛ همان خدایی که می‌گوید اگر با من یکصدایی کنید، محبت شما را به قلوب همه می‌اندازم».